# Rathauspark (Wien)

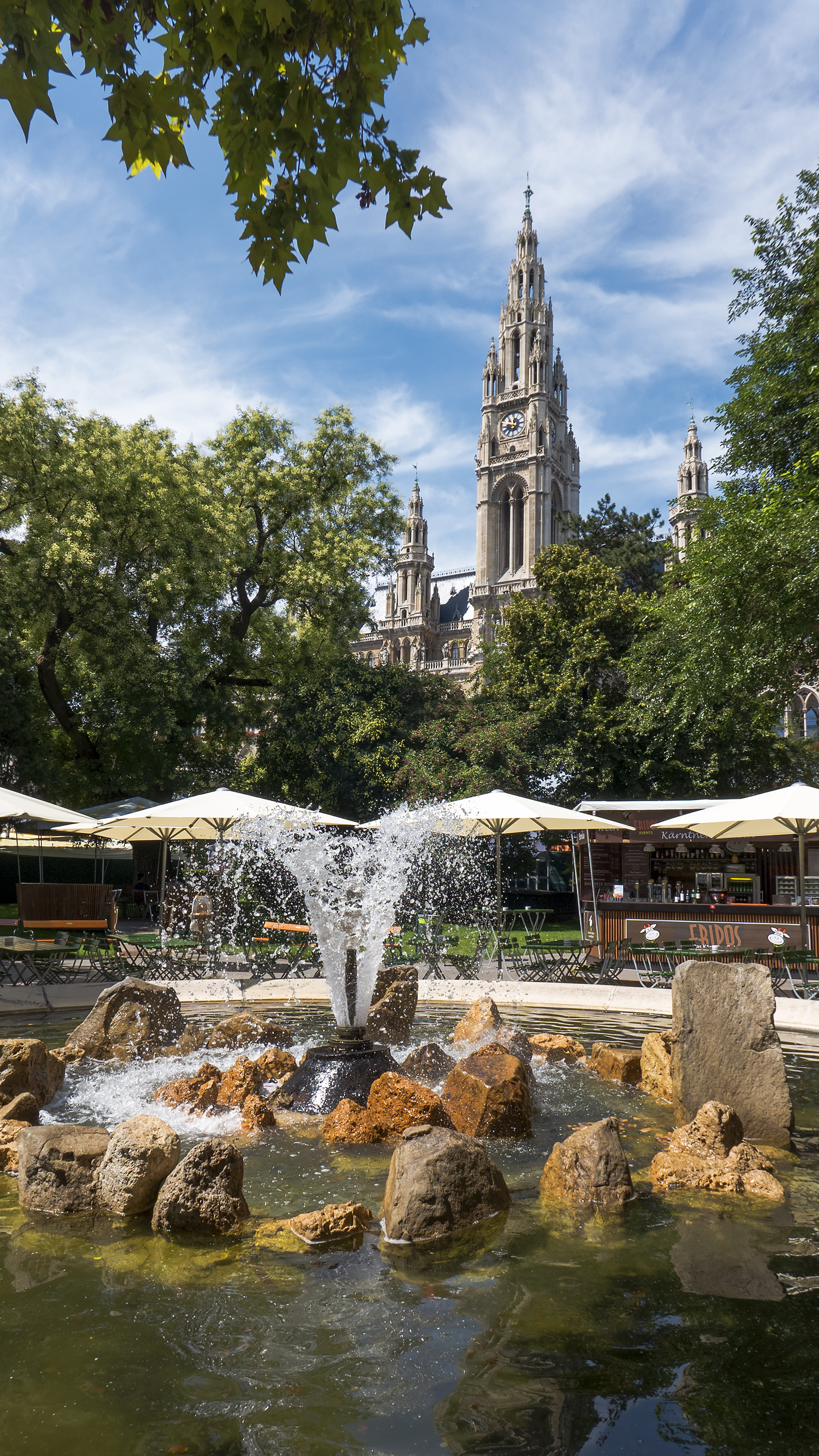
Rathauspark in Wien

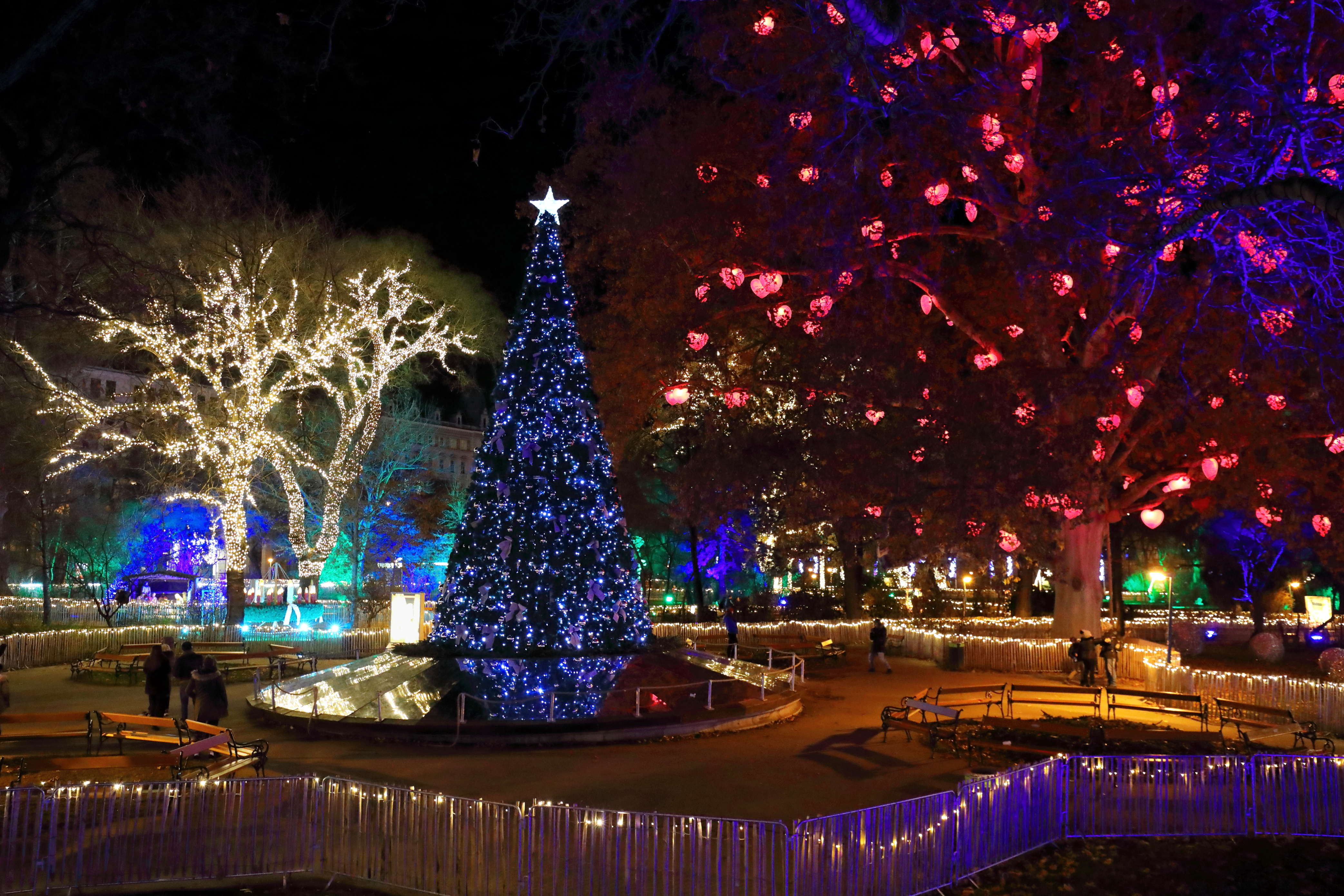
Weihnachtlich dekorierte nördliche Hälfte des Rathausparks

Der Wiener Rathauspark ist eine dem Wiener Rathaus zugeordnete, 40.000 Quadratmeter große Grünanlage.

## Geschichte
Der Park entstand 1873 auf Initiative des Bürgermeisters Cajetan Felder anstelle des aufgelassenen k.u.k. Parade- und Exerzierplatzes am Josefstädter Glacis. Er wurde vom Stadtbauamt und dem Stadtgärtner Rudolph Siebeck entworfen und besteht aus zwei symmetrisch angelegten Teilen, die jeweils um einen Springbrunnen zentriert sind. Das Budget betrug 165.380 Gulden (ca. 1,5 Mio. Euro).
Im Zuge der Planung des 370 Meter langen und 160 Meter breiten Areals kam es zu einigen Differenzen. Der Architekt des Rathauses, Friedrich von Schmidt, wünschte vor seinem Bauwerk eine niedrige Bepflanzung aus Sträuchern und Rosenstöcken. Bäume würden die Fassade des Rathauses verdecken. Aus demselben Grund verlangte auch der Gemeinderat einen niedrigen Bewuchs. Im Park plante Friedrich von Schmidt zwei hohe Monumentalbrunnen. Weiters sollte das Areal durch zwei diagonal verlaufende Straßen durchquert werten. Stadtgärtner Siebeck legte im Oktober 1870 einen diesbezüglichen Entwurf vor.
Bürgermeister Felder wünschte jedoch einen Park im Stil des Stadtparks, der den Bürgern als Ort der Erholung dienen sollte. Siebeck plante um und errichtete einen stark mit Bäumen bestandenen Park. Er strich die Straßen und legte stattdessen geschlungene Fußwege wie im Stadtpark an. Die beiden Monumentalbrunnen wurden gestrichen und durch deutlich billigere Springbrunnen ersetzt. Am Tag der Grundsteinlegung des Rathauses, dem 14. Juni 1873, war der Rathauspark fertiggestellt.
Im Jahr 1878 trat Cajetan Felder als Bürgermeister zurück, und Stadtgärtner Siebeck ging in Pension. Unverzüglich bemühte sich Friedrich von Schmidt um eine Umgestaltung des Rathausparks, assistiert von den Architekten Theophil Hansen und Heinrich Ferstel, sowie dem Wiener Gemeinderat. 1879 legte der neue Stadtgärtner, Lothar Abel, einen Entwurf vor, bei dem der Park in einen mit Sträuchern versehenen Rasen umgewandelt werden sollte. Es gelang jedoch nicht, diese Planungen umzusetzen, sodass der Park seine Form behielt.
Da bei der Anlage des Parks auch erwachsene Pflanzen eingesetzt wurden, sind einige Bäume älter als der Rathauspark selbst. Der älteste Baum ist eine Ahornblättrige Platane aus dem Jahr 1783; sie ist also jetzt 242 Jahre alt. Die Platane (Baum Nr. 252 im Wiener Baumkataster) ist 30 Meter hoch, hat einen Kronendurchmesser von 21 Meter und einen Stammumfang von 6 Meter.

## Der Park heute
Der Park fungiert heute einerseits als Erholungsort, andererseits ist er in den Bereich der heute den Wiener Rathausplatz dominierenden Events (Eistraum, Film Festival, Adventzauber etc.) einbezogen. Die Eröffnung des Rathausparks fand im Rahmen der feierlichen Grundsteinlegung für das Wiener Rathaus am 14. Juni 1873 statt.
Die Denkmäler des Rathausparks sind ringseitig bekannten Politikern gewidmet, unter den Künstlerdenkmalen sticht jenes für Johann Strauß Vater und Josef Lanner hervor.
Im Rathauspark sind auch etliche exotische Pflanzen angesiedelt, etwa ein japanischer Schnurbaum, ein Ginkgo oder Fächerblattbaum und eine geschlitztblättrige Rotbuche. Diese botanischen Besonderheiten sind gekennzeichnet, desgleichen eine Rotbuche, die anlässlich des 50-jährigen Regierungsjubiläums Kaiser Franz Josephs I. gepflanzt wurde.

## Bilder

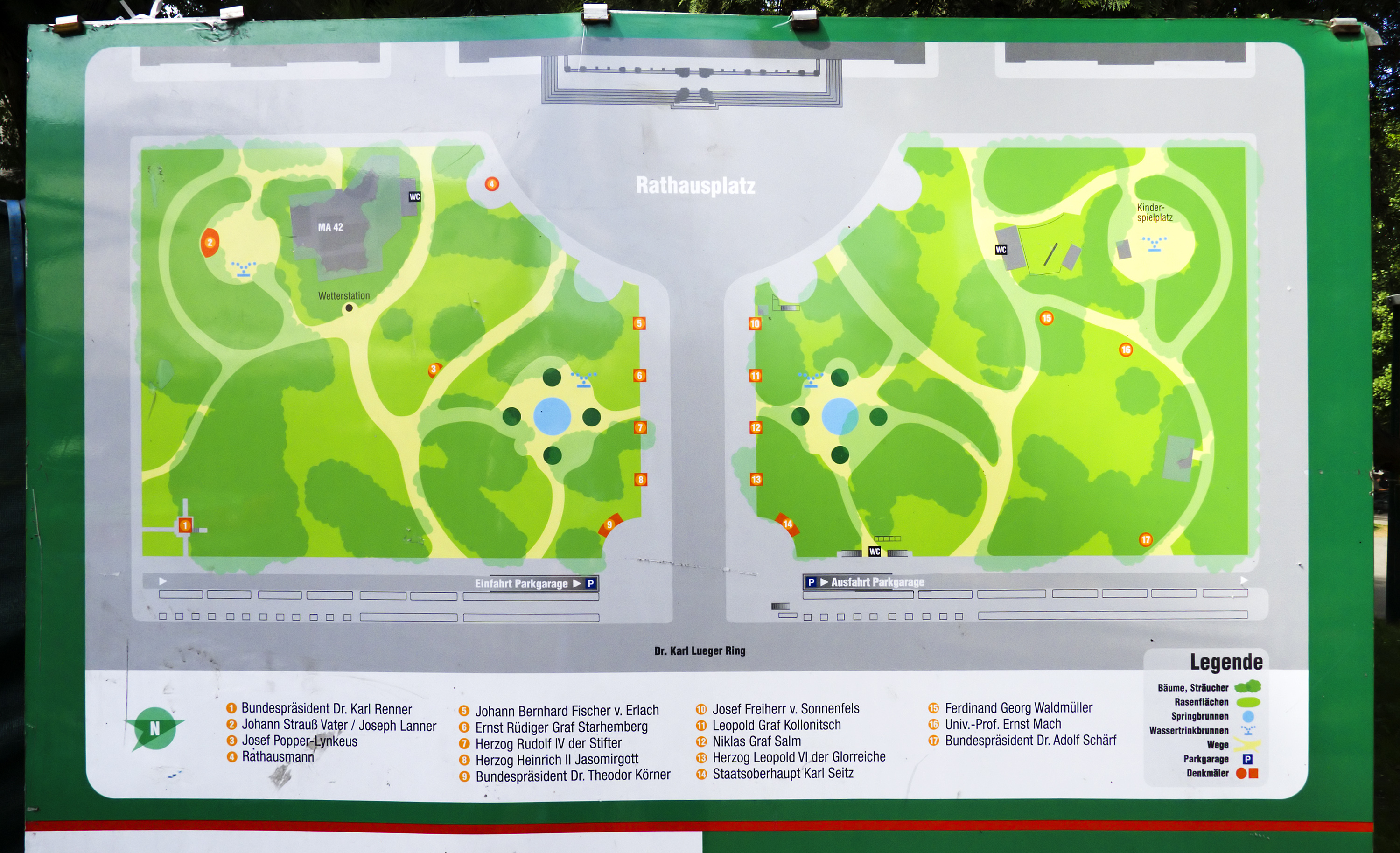
Übersichtsplan
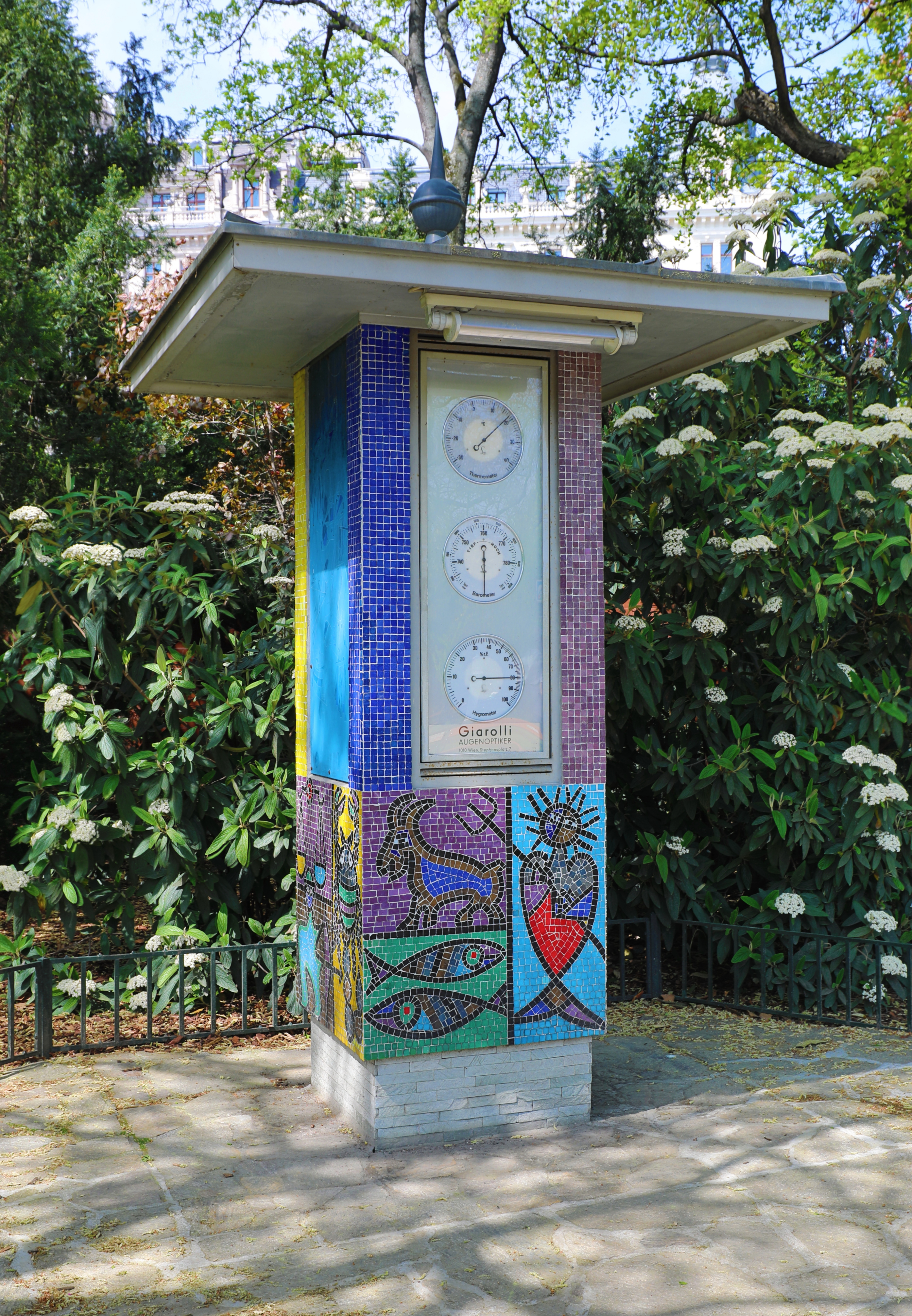
Wetterhäuschen mit Mosaikbilder der 12 Tierkreiszeichen
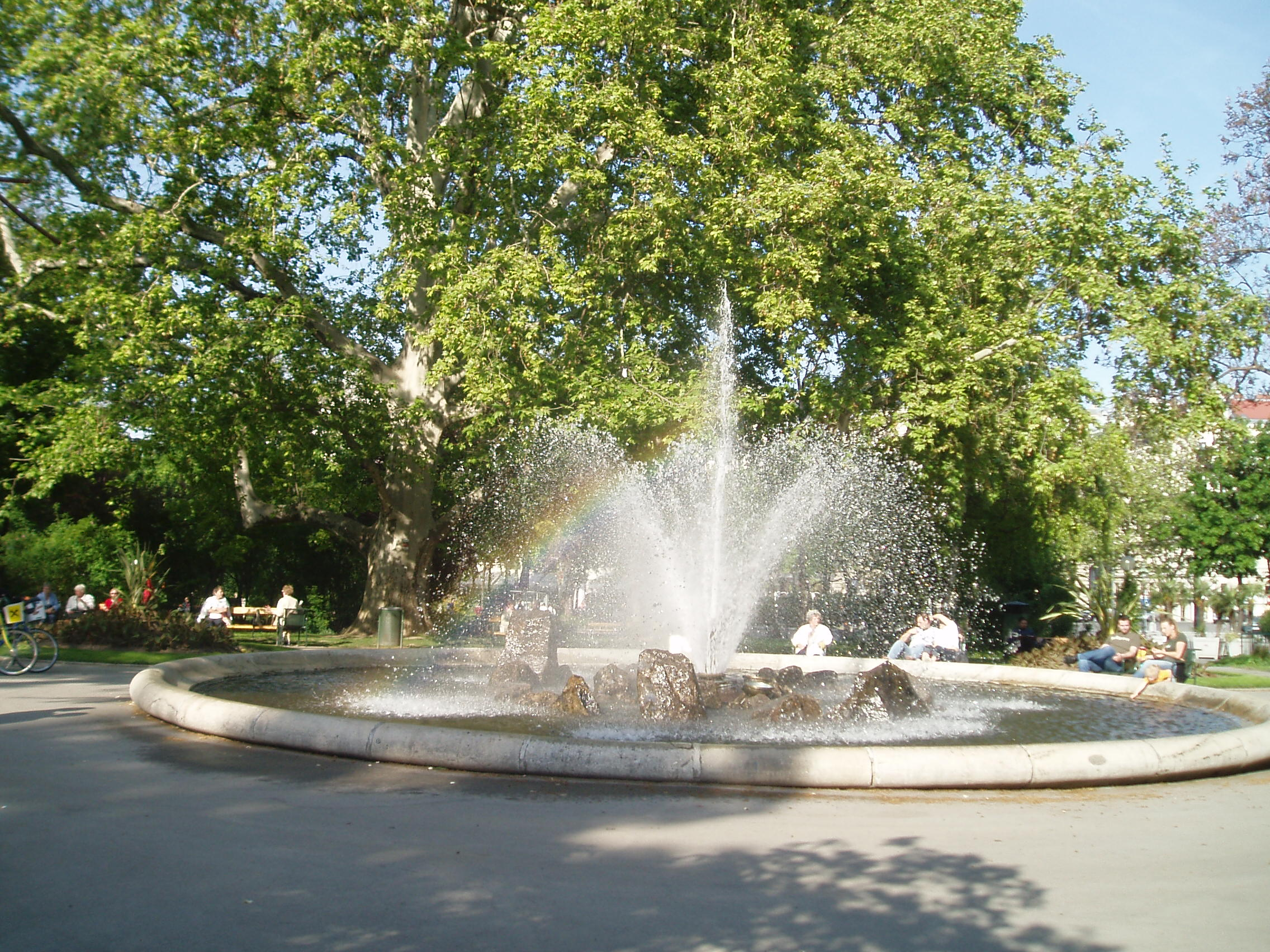
Einer der beiden Brunnen im Rathauspark
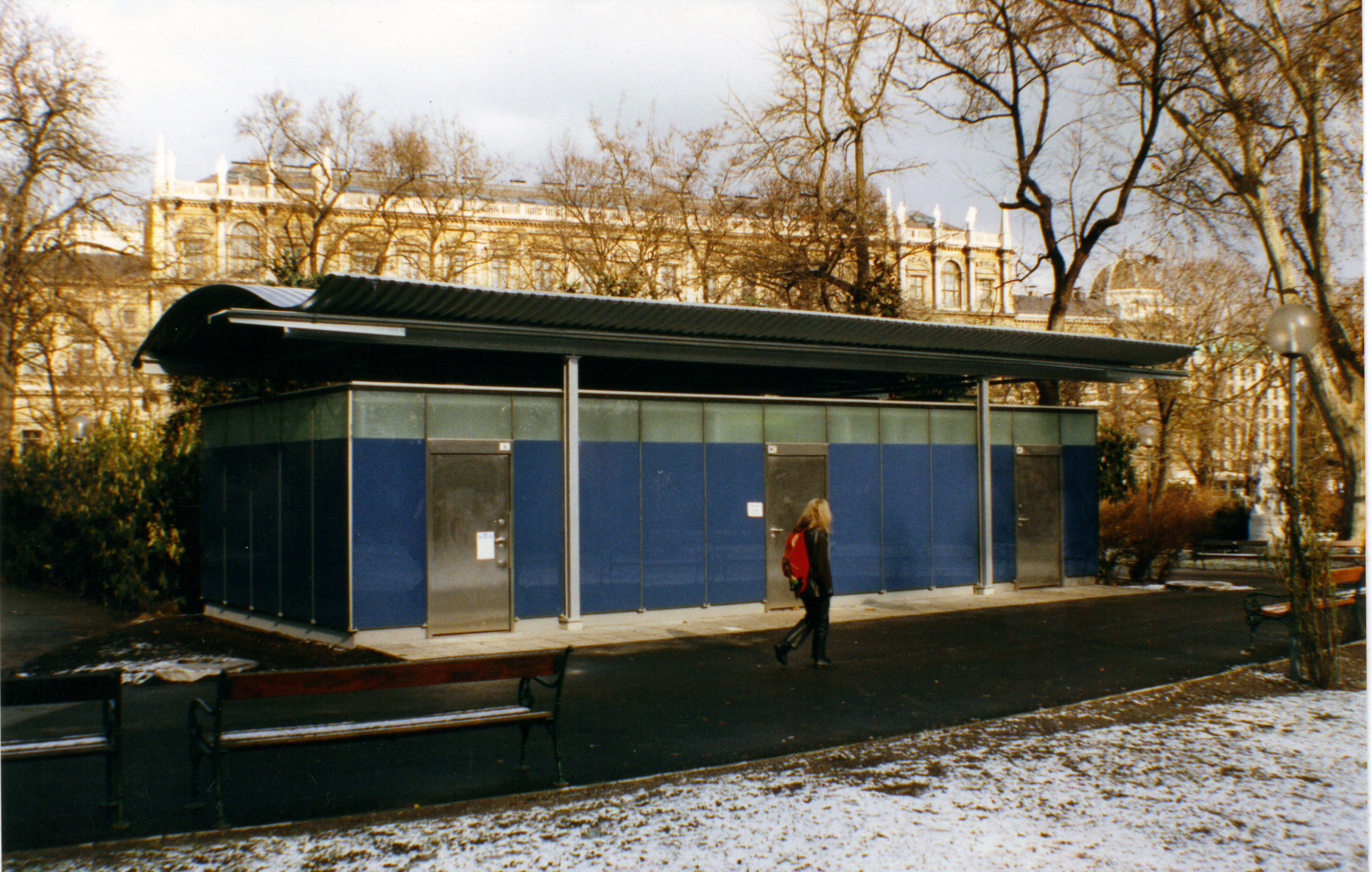
Die zahlreichen Events am Rathausplatz erfordern großzügige Toilettenanlagen
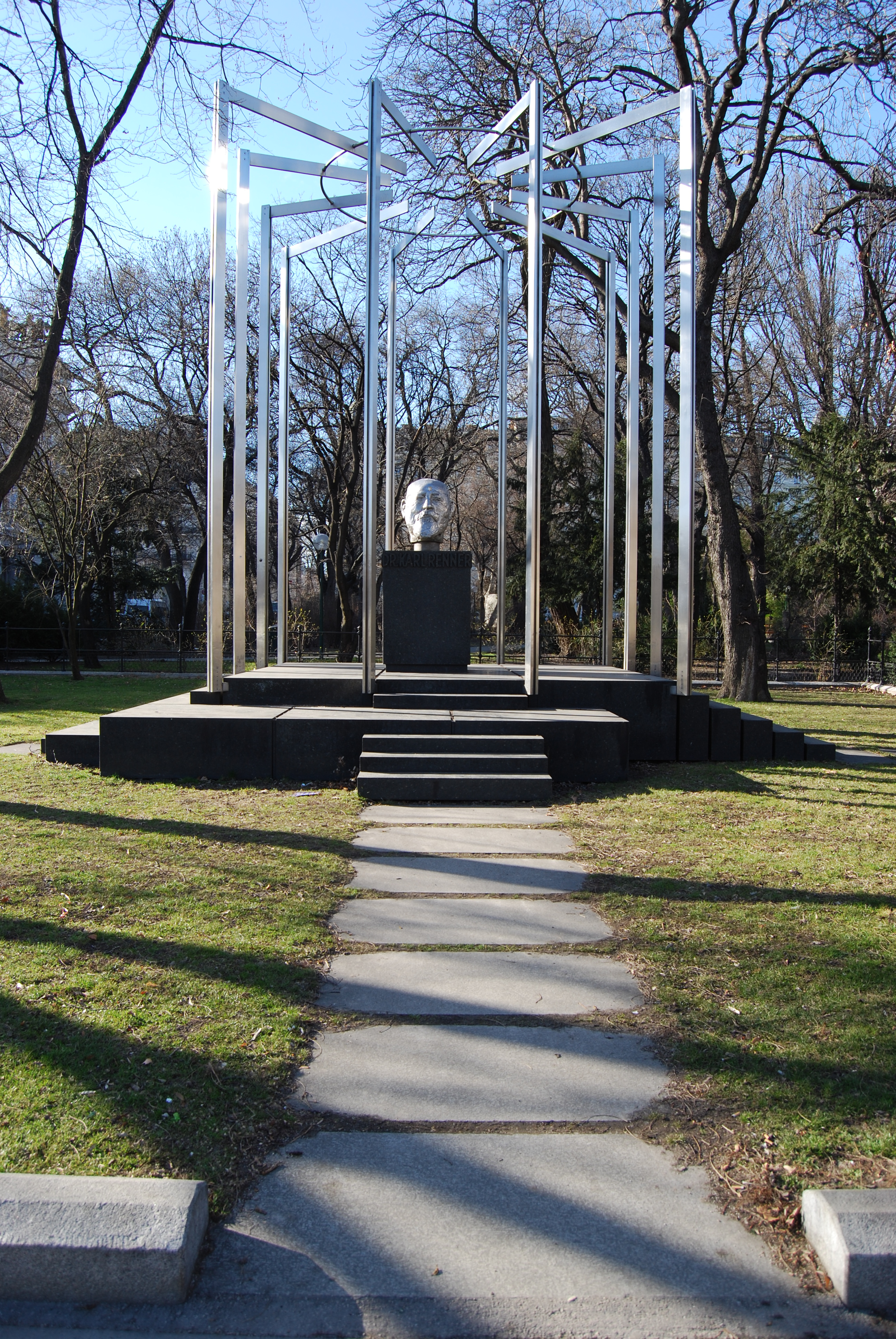
Denkmal für Karl Renner (Büste ist intentioniert nicht mittig, sondern rechts gerückt aufgrund von Renners Zustimmung zum Anschluss Österreichs)
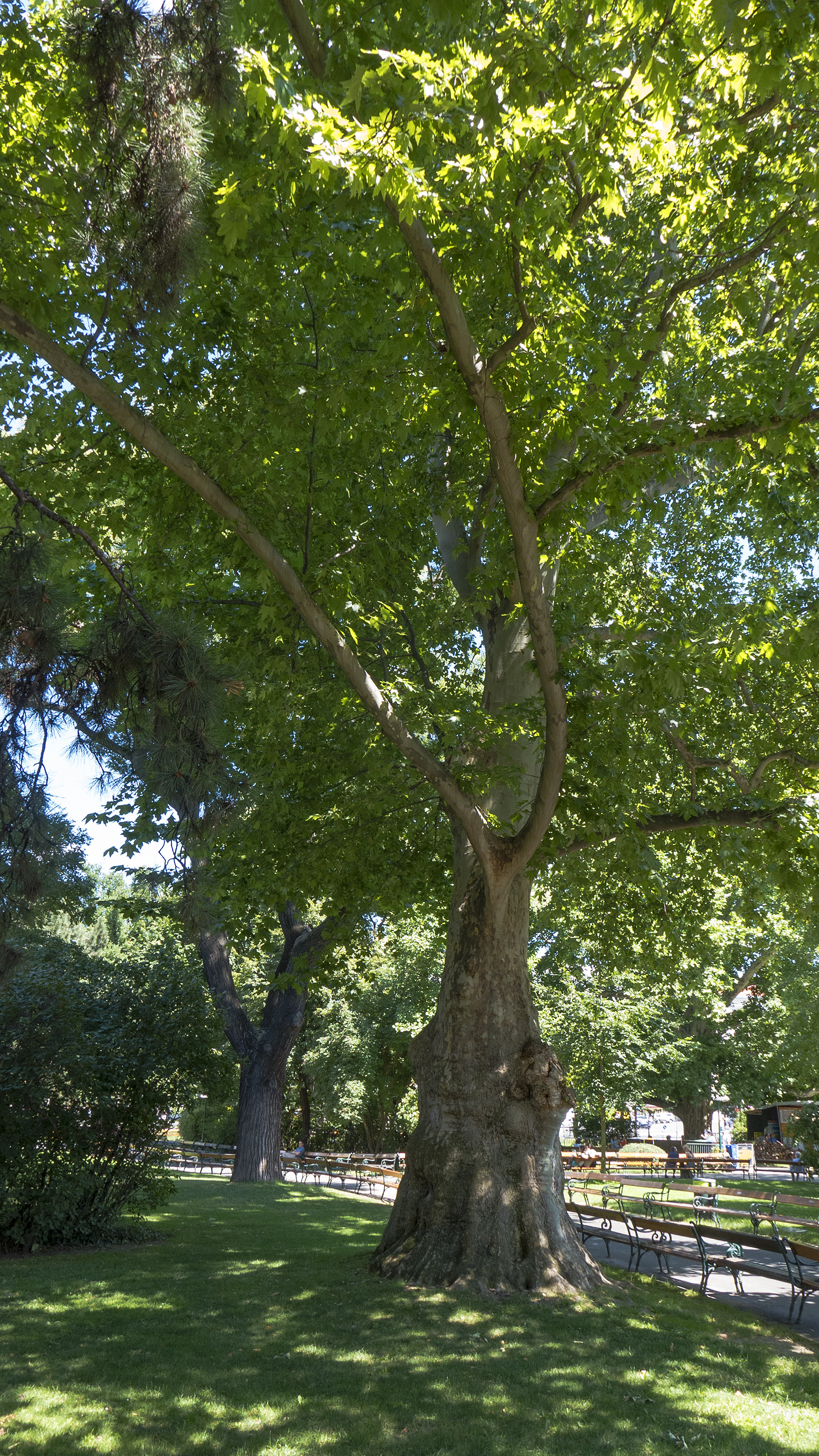
Platane aus dem Jahr 1783